# کلاغ گردن‌بور دائوری

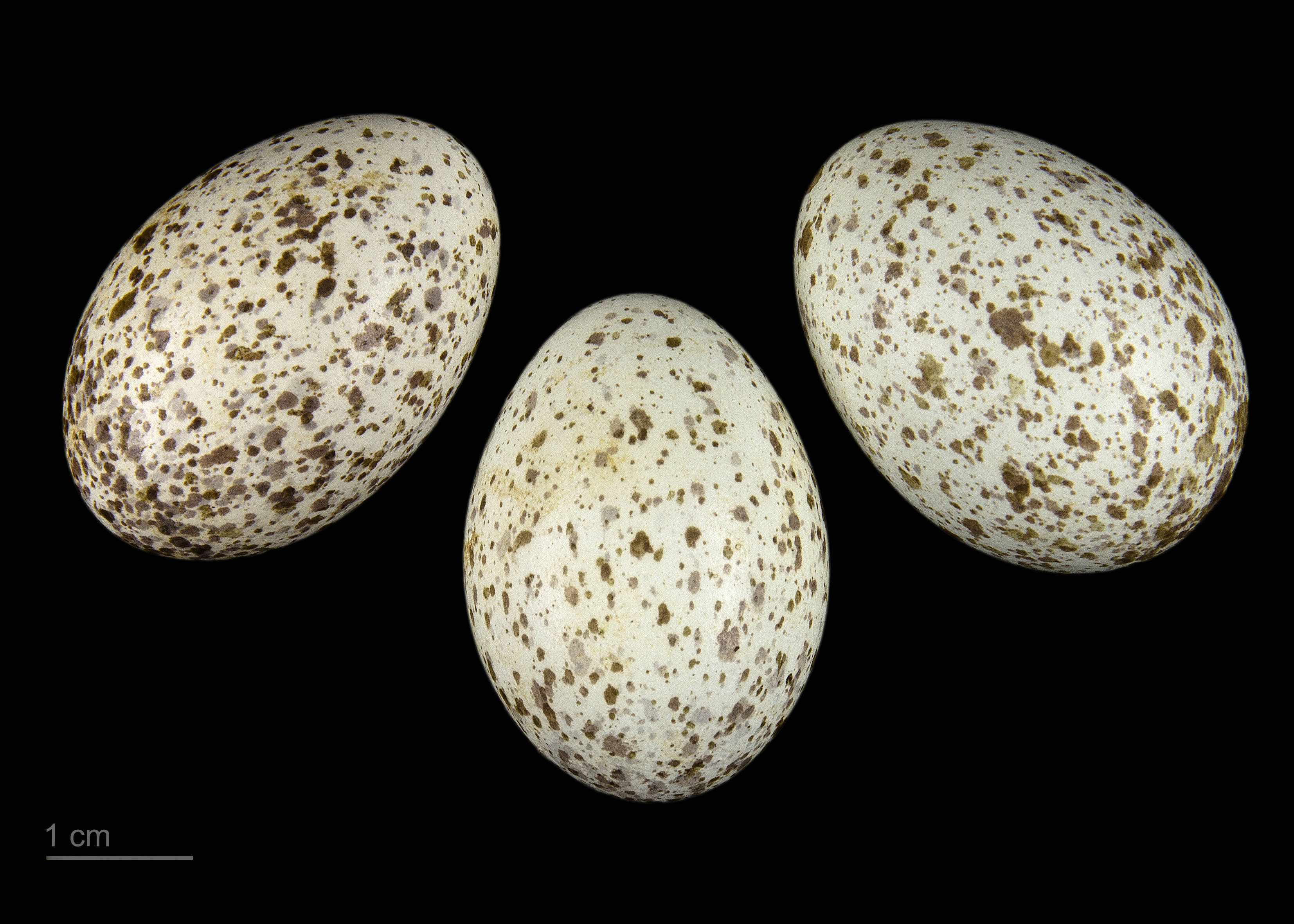
Coloeus dauuricus

کلاغ گردن‌بور دائوری یا زاغچه دائوری(نام علمی: Corvus dauuricus) نام یک گونه از سرده کلاغ است.